# Landpfennigmeister
Der Landpfennigmeister oder Landespfennigmeister war der frühneuzeitliche Titel eines von den Landständen eines Territoriums ernannten Vorstehers der ständischen Finanzverwaltung. Diese Funktion gab es in verschiedenen norddeutschen Gebieten und in geistlichen Staaten wie dem Hochstift Münster oder dem zu Kurköln gehörenden Herzogtum Westfalen.

## Allgemein
In Territorien mit starken ständischen Strukturen mussten Steuern von den Landständen genehmigt werden. Insbesondere in einer Reihe von geistlichen Staaten nahmen nicht die Landesherren, sondern die Stände die meisten Steuern ein. Diese verwaltete die Pfennigkammer. Ihr Vorsteher war der Landpfennigmeister. Dieser wurde von den Ständen ernannt und besoldet. Der Landesherr hatte ihm gegenüber keine direkten Weisungsbefugnisse.

## Das Amt im Herzogtum Westfalen
Im Herzogtum Westfalen ist ein solches Amt erstmals für das Jahr 1587 belegt, dürfte aber schon älter sein. Um Missbrauch und Selbstbereicherung vorzubeugen, hatte der künftige Amtsinhaber eine hohe Kaution zu stellen. Im 18. Jahrhundert lag diese im Herzogtum Westfalen immerhin bei 20.000 Reichstalern. Er musste seinen Wohnsitz in Arnsberg nehmen.
Die Stände verpflichteten den Landpfennigmeister mit der Aufsicht über die Steuereinnehmer. Den ständischen Organen war er rechenschaftspflichtig. Er war auch dafür verantwortlich, die dem Landesherren zugestandenen Gelder an die Hofkammer abzuführen. Für diese mit Reisen nach Bonn verbundenen Dienste erhielt er im 18. Jahrhundert neben Spesen von den Ständen auch ein kleines Gehalt vom Landesherren, obwohl dies eigentlich im Widerspruch mit der Funktion als ständischer Beamter stand.
Auch auf dem Höhepunkt kurfürstlichen Einflusses und harter Auseinandersetzungen etwa im Jahr 1766 gelang es nicht, den Ständen ihr Ernennungsrecht streitig zu machen.
Ein zentrales Element der das Amt regelnden Landpfennigmeisterkapitulationen war, dass Anweisungen auf die Pfennigkammer nur von ständischen Gremien, nicht aber vom Landesherren oder im Falle der Sedisvakanz vom Domkapitel erfolgen durften. Entsprechenden Anweisungen durfte der Landpfennigmeister nicht nachkommen. Wirklich in Frage gestellt wurden die ständischen Rechten durch den Landesherrn eigentlich nie.
Die vom Landpfennigmeister aufgestellte Landesrechnung, die wichtigen Aufschluss über den Zustand des Landes gab, wurde bis auf die letzten Jahre vor dem Reichsdeputationshauptschluss dem Landesherren nicht zugänglich gemacht.